# Pseudomys calabyi
Pseudomys calabyi és una espècie de mamífer rosegador de la família dels múrids. És endèmic del Territori del Nord (Austràlia). El seu hàbitat natural són els turons gravencs amb un sotabosc de sabana alt i substrat de còdols. Està amenaçat pels canvis en el règim de foc. Aquest tàxon fou anomenat en honor del biòleg australià John Henry Calaby.